# Spýros Fokás
Pour les articles homonymes, voir Fokás.
Spýros Fokás (en grec moderne : Σπύρος Φωκάς, souvent translittéré Spiros Focás), nom de scène de Spýros Androutsópoulos (Σπύρος Ανδρουτσόπουλος), né le 17 août 1937 à Patras et mort le 10 novembre 2023 à Éleusis, est un acteur grec.

## Biographie
Spýros Fokás apparaît au cinéma en 1959, dans le film Crépuscule ensanglanté d'Andreas Lambrinos. Ce film est présenté au Festival de Cannes 1959, et est le point de départ de sa carrière internationale.
Après cette distinction, Spyros Fokas, également diplômé de l'école d'art dramatique de Kostis Michaelides, prend le risque de se rendre en Italie dans les studios de Cinecittà, où il profite des auditions et des opportunités qui s'offrent à lui. Il participe à des productions internationales telles que Nina de Vincente Minnelli aux côtés de Liza Minelli et Rocco et ses frères de Luchino Visconti aux côtés de Katína Paxinoú.
Tout au long de sa carrière cinématographique, Spyros Fokas joue avec succès dans 30 films, la plupart en Italie et aux États-Unis. Il s'est fait particulièrement connaître et aimer par ses apparitions dans des théâtres réputés à l'étranger.
À la télévision grecque, il joue dans de nombreuses séries sociales et dramatiques.

### Vie privée et mort
Spyros Fokas s'est marié quatre fois et n'a pas eu d'enfants biologiques. Il est cependant le beau-père de la fille de sa quatrième épouse, Lillian Panayiotopoulou Fokas, avec laquelle il s'est marié en 2013.
Il est décédé à la suite d'ennuis de santé le 10 novembre 2023 à l'âge de 86 ans après avoir été hospitalisé dans un centre de rééducation à Éleusis depuis l'été 2022.

## Filmographie

### À la télévision
- 1973 : Xoris anasa (série)
- 1975 : Orlando furioso (it) (feuilleton) : Mandricard
- 1976 : Les Origines de la mafia (Alle origini della mafia) (feuilleton) (épisode La Speranza)
- 1987 : Mistress
- 1988 : Il ricatto (it) (feuilleton) : Karsan
- 1991 : Galazio diamanti, To (série)
- 1991 : Errore fatale : Luca
- 1991 : Il ricatto 2 (it) (feuilleton)
- 1991 : Arabesque (série télévisée) : Cinq hommes en sursis (série, épisode 8.10) : Constantin Kesmek
- 1993 : Happy Holiday (de) (série, épisode Der star) : Nikos
- 1996 : Le Baron (Il Barone) (feuilleton) : Calo Costa vieux
- 1997 : Dyo Xeni (el) (série) : lui-même
- 1998 : Nykterino deltio (série)
- 2006 : Tis Agapis Maheria (en) (série) : Antonis Stamatakis

### Au théâtre
- 1998 : Diana, princesse du peuple (en) (Diána, i prinkípissa tou laoú) : Mohamed Al-Fayed